# Библейская родословная

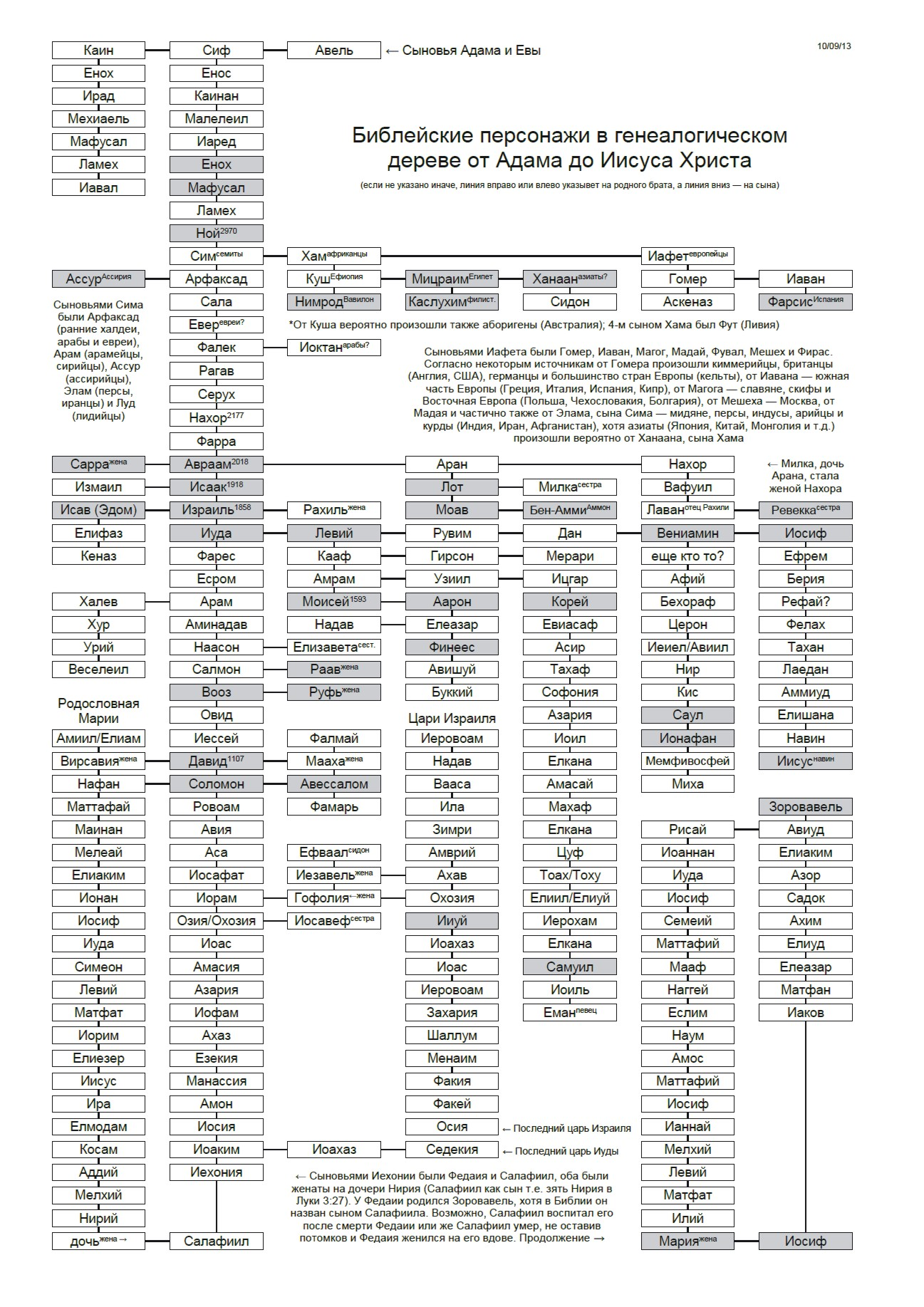
Библейская родословная

Библейская родословная — генеалогическая информация, содержащаяся в Библии. Имеются многочисленные главы, посвящённые этому вопросу, в Ветхом Завете — генеалогия патриархов от Адама до Авраама, подробные росписи всех колен Израилевых, родословия соседних с древними иудеями народов); эти разделы обычно сопровождаются прямым указанием на «родословную» (на ивр. תולדות‎ «толдо́т»).
Известны два родословия Иисуса Христа в Новом Завете — знаменитое родословие в самом начале Евангелия от Матфея: «Авраам родил Исаака…» и менее известное родословие в Евангелии от Луки, представляющее собой, наоборот, перечень предков Христа от Иосифа в обратном порядке до Адама. Многие из включённых в родословные, по преданию, считаются прародителями целых племён и наций.

## от Адама до Ноя
В допотопной истории рода человеческого прослеживается две ветви: дети Каина и дети Сифа. Линия потомков Каина обрывается с наступлением Всемирного потопа, после которого выживают только Ной и его сыновья.

## Сыновья Ноя

### Потомки Сима
Род Сима в Библии расписан подробно и его линию можно проследить вплоть до Иисуса. К семитам прежде всего относят евреев, арабов и ассирийцев.

### Потомки Иафета
Ветхий Завет касается Иафета и его потомков лишь вскользь. Традиционно яфетидов связывают с индоевропейцами. Иногда также к ним причисляют кавказские и тюркские народы. В более широком смысле яфетиды — это всё население планеты, за исключением негроидов и семитов.

### Потомки Хама
В западной библеистике с хамитами традиционно принято отождествлять представителей негроидной расы. Хамиту Белу приписывают господство в Вавилоне и строительство Вавилонской башни (согласно другой точке зрения, Вавилонскую башню построил Нимрод).

## от Иуды до Давида
- Иуда
- Фарес
- Есром
- Арам
- Аминадав
- Наассон
- Салмон
- Вооз
- Овид
- Иессей
- Давид